# Clytocera luteofasciata
Clytocera luteofasciata là một loài bọ cánh cứng trong họ Cerambycidae.